# Joseph Grigely
Joseph Grigely, nascut el 1956 a East Longmeadow, Massachusetts, EUA, és un artista estatunidenc que interfereix en els modes de comunicació pública dels formats expositius i institucionals. Viu i treballa a Jersey City i Ann Arbor, Michigan.
A conseqüència d'un accident va quedar-se sord als deu anys. Utilitza com a matèria primera les converses escrites que té en la seva vida diària, els trossos de paper en què les persones oients han escrit notes, noms o frases a fi de mantenir converses amb ell quan no pot llegir els llavis. Utilitza aquests retalls de converses per construir peces de paret i de sobretaula que tots prenen com a tema les diferències inevitables entre la parla i l'escriptura, la lectura i l'escolta.
Grigely va estudiar literatura a la Universitat d'Oxford.

## Obra
En les seves obres tracta amb gran subtilesa el tema de la comunicació. El seu art és sobre les converses - les rutes que prenen, les formes i els colors que tenen, i les històries que s'expliquen en el procés de ser explicada.
En la seva exposició a la Fundació Joan Miró pensada especialment per al cicle Per a tots els públics de l'Espai 13, Grigely parteix de dues premisses: 
1. La circulació de la informació
2. La subtilesa

Utilitzà una fotografia en què es veu Joan Miró amb la família, alguns amics i el seu marxant Aimé Maeght, amb la paraula "informació" sobreimpresa molt petita, perquè s'entengui que la informació que es dona amb aquesta imatge és molt subtil.